# Ezequiel Boixet
Ezequiel Boixet y Castells (Lérida, 1849-Barcelona, 1916) fue un periodista español.

## Biografía
Nació el 7 de agosto de 1849 en Lérida. Director, junto con Alfredo Opisso, de La Vanguardia de Barcelona, usó en dicho periódico el seudónimo «Juan Buscón» en una sección titulada «Busca, buscando». Dirigió también el semanario Barcelona Cómica y hacia comienzos del siglo XX colaboraba en Pluma y Lápiz. Falleció el 2 de febrero de 1916 en Barcelona y fue enterrado en el cementerio del Sudoeste.